# Brisolé
Brisole [brisolé] (iz francoske besede »brise-soleil« [bʁiːz sɔlɛj]) je arhitekturni element, ki zmanjšuje toplotne obremenitve stavb, tako da kontrolirano prepušča sončno svetlobo in toploto. Ščiti tudi pred dežjem, vetrom, snegom in pogledi. 

## Opis in tipologija
Konstrukcijske oblike brisoléjev in lamel, ki usmerjajo sončno svetlobo, so različne in segajo od preprostih betonskih, lesenih, opečnatih, pa vse do kovinskih ali kombiniranih. Lamele so lahko fiksno ali vrtljivo pred ali nad okni ali terasami vpete v okvirje, ki so običajno fiksni, lahko pa so nameščeni tudi na drsna vodila.  Regulacija vrtljivih lamel je praviloma elektromotorna.
V tipični obliki se brisolé razteza horizontalno na sončni strani pročelja objekta. Največkrat je v tem primeru funkcija brisoléja senčenje in preprečevanje pregrevanja dela fasade v poletnem času, pozimi pa lamele omogočajo zimskemu soncu tudi nekaj pasivnega sončnega ogrevanja. Pri horizontalni namestitvi lahko služijo tudi kot podaljšek stavbe, kot povezava med stavbami ali kot zaščita za odprto teraso.
Brisolé je možno namestiti vertikalno ob oknu in lahko v tem primeru služi tudi za popolno zatemnitev prostora.

## Funkcije
Brisolé omogoča zaščito fasade ali tal (terase, ulice, dvorišča,...) pred izpostavljenostjo soncu in tako prepreči pregrevanje in bleščanje ter obenem ščiti pred vremenskimi vplivi.
Odvisno od časa ali sezone usmerja in nadzoruje sončno energijo (toploto, svetlobo, ultravijolično sevanje). Poleti z njimi sonce skrijemo, pozimi pa lahko dosežemo boljšo osvetlitev in toploto.

## Moderni brisoléji
V sodobni arhitekturi so pogosto izdelani iz aluminija, lahko pa so kombinirani tudi s steklom, lesom, CPVC (celični PVC), vinilom ali materiali iz steklenih vlaken.
Pojavljajo se tudi horizontalni brisoléji, kjer se lahko lamele popolnoma zaprejo in tako tvorijo vodotesno streho, ki zadrži dež in zdrži večje obremenitve snega ter močan veter.
Sodobni bisoléji so lahko opremljeni z LED svetili, grelci, senzorji za dež, veter in sneg ali celo fotovoltaičnimi celicami.
Zaradi uporabe novih materialov in sodobnih postopkov izdelave so vzdržljivi, enostavni za vzdrževanje in imajo dolgo življenjsko dobo.